# Kaldezija
Kaldezija (lat. Caldesia), rod jednosupnica, vodenastih trajnica iz porodice žabočunovki (Alismataceae) raširen na euroaziskom tlu, Africi i Australiji. Od 3 ili 4 vrste u Hrvatskoj raste samo strogo zaštićena vrsta (Caldesia parnassifolia).
Na popisu ugroženih vrsta nalaze se kao smanjeno rizične C. grandis, C. oligococca (danas Albidella oligococca) i C. parnassifolia.

## Vrste
1. Caldesia grandis Sam.[3]
2. Caldesia janaki-ammaliae Guha & M.S.Mondal[3]
3. Caldesia parnassifolia (L.) Parl.[3]

## Sinonimi
- Caldesia sagittarioides Ostenf. = Limnophyton obtusifolium (L.) Miq.
- Caldesia oligococca (F.Muell.) Buchanan[3] = Albidella oligococca (F.Muell.) Lehtonen, (2017).